# Rifugio Lecco
Il rifugio Lecco (1.779 m s.l.m.) è un rifugio situato nel comune di Barzio (LC), in Valsassina, nelle Prealpi Orobie.
È posto in posizione panoramica nella parte superiore dei Piani di Bobbio, all'inizio del Vallone dei Camosci, con alle spalle le ripide pareti dei monti del Gruppo dei Campelli. Il rifugio, che dispone di servizio ristorante, bar e pernottamento, è aperto tutto l'anno: in inverno serve gli sciatori delle adiacenti piste da sci, in estate offre un punto d'appoggio agli escursionisti e alpinisti che frequentano le vicine cime, una su tutte lo Zuccone Campelli. L'edificio è di proprietà della sezione CAI di Lecco, ed è raggiungibile senza particolari difficoltà sia dalla lecchese Valsassina che dalla bergamasca val Brembana.

## Storia

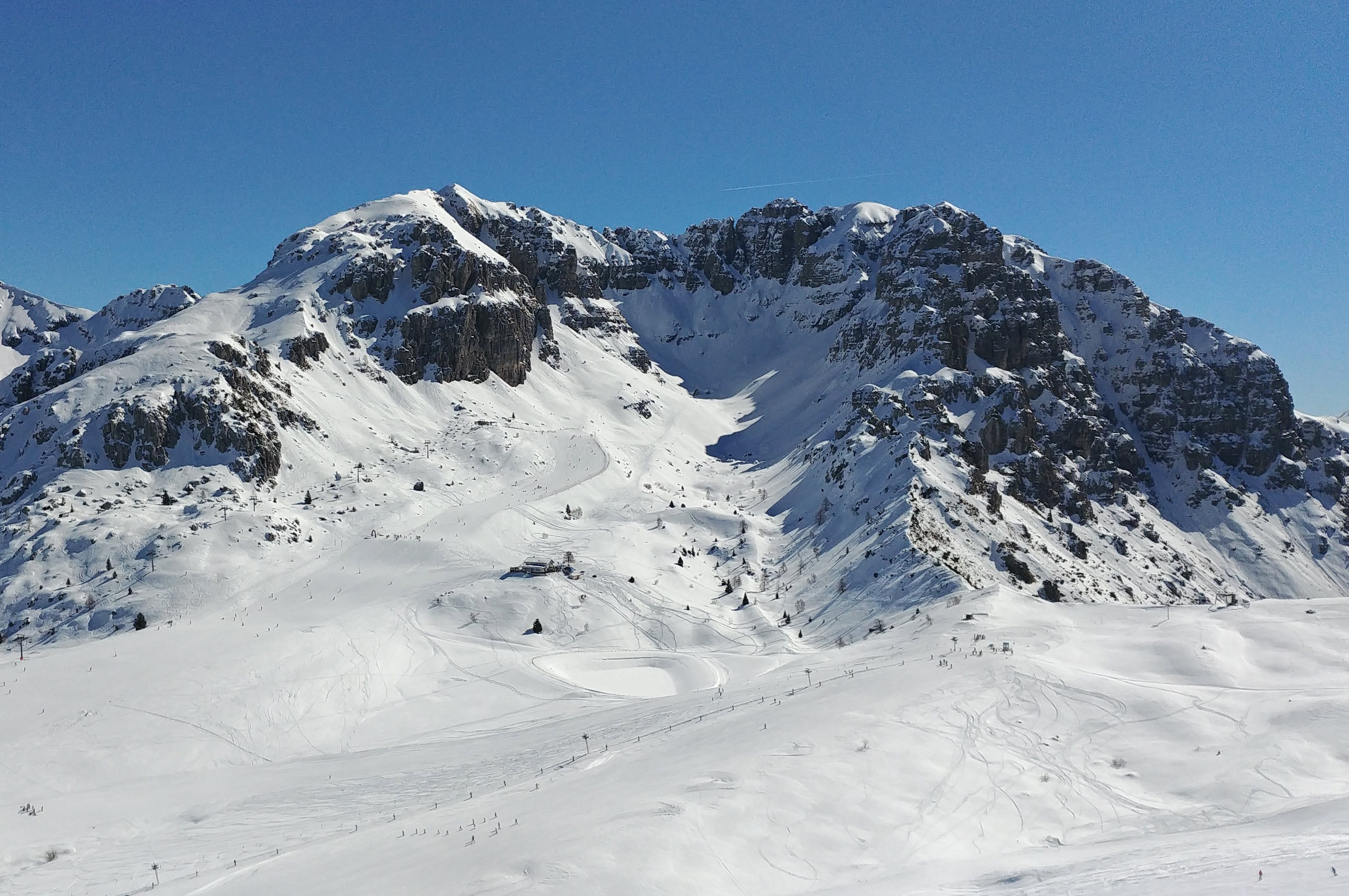
Il Gruppo dei campelli con il rifugio Lecco visibile nella conca sottostante.

Tra la fine dell'800 e l'inizio del '900 l'attività alpinistica sulle Alpi lombarde era in rapida crescita, e in molte zone si palesò la necessità di costruire dei ricoveri in quota per fornire un punto d'appoggio alle scalate degli alpinisti, fino a quel momento costretti a partire a piedi dai paesi di fondovalle, spesso superando distanze e dislivelli importanti. Per questo motivo un Consorzio formato dal CAI di Lecco, la Società Escursionisti Lecchesi e la Società Alpina Operaia Stoppani si riunì il per discutere la costruzione di un nuovo rifugio sulle montagne vicine, e il 17 dicembre 1900 venne concordata la costruzione di un rifugio sulla Grigna Settentrionale denominato "rifugio Lecco". In seguito però a problemi riguardanti la concessione dei terreni necessari, l'ubicazione dovette essere modificata e si optò per l'altopiano dei piani di Bobbio, frequentatissimo da alpinisti che si cimentavano sulle pareti strapiombanti dei monti del Gruppo dei Campelli. Le società del Consorzio si trovarono però in disaccordo sui fondi necessari per l'edificazione, e così nel 1906 il CAI di Lecco decise di proseguire autonomamente nel progetto. Il 20 aprile 1907 venne quindi deliberata la costruzione del rifugio, che venne ultimato nell'estate 1909 e consisteva di quattro locali disposti su due piani, con 16 posti letto totali. In agosto la struttura venne messa a disposizione dei soci CAI, mentre il 25 settembre 1910 si tenne l'inaugurazione ufficiale.
Negli anni successivi il rifugio dimostrò di essere importante punto di riferimento per l'alpinismo estivo ed invernale: anche grazie al suo appoggio, famosi alpinisti (tra gli altri Riccardo Cassin, Vitale Bramani, Eugenio Fasana, Emilio Comici, Mary Varale e Carlo Mauri) aprirono numerosissime vie sulle rocce dei vicini Zuccone Campelli, Zucco Barbesino e Zucco di Pesciola. L'edificio acquisì anche un fondamentale ruolo di supporto per lo sviluppo della neonata attività di sport invernali ai Piani di Bobbio, con il passare degli anni ampliatasi e culminata con l'organizzazione dei campionati italiani di sci nel 1920.
Con l'avvento della seconda guerra mondiale ogni attività sportiva venne meno ed il rifugio, come molti altri sulle Alpi, venne sovente utilizzato come ricovero partigiano. Nell'ottobre 1944 una colonna di Brigate Nere ed SS italiane, con l’ausilio di SS tedesche, salirono da Barzio per rastrellare l'intera area e, armati di mortai e proiettili incendiari, distrussero il rifugio Lecco e il vicino rifugio Savoia.
Dopo il conflitto ripresero vita soprattutto le attività sportive invernali: negli anni '50 vennero realizzati nuovi impianti di risalita, e, con l'intento di rendere i Piani di Bobbio un importante polo sciistico, si decise la ricostruzione del rifugio Lecco, iniziata nel giugno 1966 ad opera del CAI, con il prezioso aiuto di una ventina di giovani volontari appartenenti al Servizio Civile Internazionale. L’anno dopo i lavori vennero ultimati e il 15 ottobre 1967 si tenne l'inaugurazione ufficiale, con grande adunata alpina la domenica successiva.
Dalla ricostruzione fino agli anni '80 il rifugio Lecco tornò a vivere un'epoca florida per l'alpinismo: il gruppo dei Campelli infatti fu interessato da una notevole attività, con numerose nuove ascensioni (vi si cimentarono gli alipinisti Casari, Segatel, Mozzanica, Bertulessi, i fratelli Minonzio, Gilardi e Corti). A partire da quel periodo la struttura è stabilmente frequentata da scuole di roccia di diverse sezioni del CAI, e da molti appassionati di alpinismo ed escursionismo, data anche l’attrezzatura di molte vie ferrate.
Dal 2010 al 2012 l'edificio è stato sottoposto a importanti interventi che ne hanno ampliato la parte diurna, adeguato i servizi igienici e i locali alle nuove esigenze e ridotto notevolmente l'impatto ambientale, migliorandone l'isolamento termico e il consumo energetico.

## Accessi
Il rifugio è raggiungibile:
- da Barzio per carrareccia in 2 h;
- da Ceresola (Valtorta) in 1:30 h;
- dalla stazione a monte della cabinovia "Barzio-Piani di Bobbio" in 30 minuti;
- da Valtorta in 2:30 h.

## Ascensioni
- Zuccone Campelli (2.161 m)
- Zucco Barbisino (2.152 m)
- Zucco di Pesciola (2.092 m)
- Pizzo Tre Signori (2554 m), per il Passo del Toro

## Traversate
Il rifugio è la meta della 2ª tappa del Sentiero delle Orobie occidentali, da Cassiglio, segnavia n. 101 percorribile in 2,30 h. Da qui si prosegue alla volta del rifugio Alberto Grassi (3ª tappa) tramite i sentieri numeri 101 e 120 in 4 h.